# ادگار آتلینگ
ادگار (زادهٔ حدود ۱۰۵۰ — درگذشتهٔ حدود ۱۱۲۵) شاهزاده‌ای آنگلوساکسون بود که پس از کشته شدن هارولد دوم، شاه انگلستان در ۱۴ اکتبر ۱۰۶۶ در نبرد هیستینگز به‌عنوان جانشین او معرفی شد اما درعوض به خدمت دو شاه نخست نورمان، ویلیام فاتح و ویلیام دوم درآمد. ادگار به ادگار آتلینگ (به انگلیسی: Edgar The Aetheling) یا ادگار شاهزاده مشهور بود و عنوان آتلینگ در نام او واژه‌ای آنگلوساکسونی به معنای شاهزاده است.

## زندگی
ادگار پسر ادوارد آتلینگ و نوهٔ ادموند آیرنساید، شاه پیشین انگلستان بود. پس از آنکه هارولد در نبرد هیستینگز کشته شد، گروهی از انگلیسی‌های بانفوذ ادگار را به عنوان شاه جدید انتخاب کردند، با این حال او هیچگاه تاجگذاری نکرد و پس از فتح انگلستان به دست نورمان‌ها خود را در ۱۰۶۶ تسلیم ویلیام فاتح نمود. با این حال شورش‌هایی به نفع ادگار در انگلستان صورت پذیرفت که شاه جدید نورمان را تا ۱۰۶۹ مشغول نگاه داشت. ادگار که خود نیز سر به شورش برداشته بود در ۱۰۶۸ به اسکاتلند گریخت و تا ۱۰۷۲ در دربار مالکوم سوم که بردر زنش بود ماند. با این حال مالکوم و ویلیام با یکدیگر به توافق رسیدند و ادگار تبعید شد. اما او بار دیگر در ۱۰۷۴ در برابر ویلیام سر تعظیم فرود آورد و در ۱۰۸۶، فرماندهی سپاه نورمان در حمله به آپولیا در جنوب ایتالیا را عهده‌دار شد.
پس از ویلیام یکم پسرش ویلیام دوم روفوس بر تخت نشست و در ۱۰۹۱ زمین‌های ادگار در نورماندی را از او گرفت. این موضوع بهانه‌ای شد برای مالکوم تا به شمال انگلستان حمله کند اما ادگار توانست با وساطت بین دو پادشاه این مسئله را حل نماید. او سپس با دستور ویلیام دوم در ۱۰۹۷ به اسکاتلند رفت و دانلد بین، برادر مالکوم و جانشین او که دشمن نورمان‌ها بود را از قدرت خلع و ادگار، پسر مالکوم را بر تخت شاهی اسکاتلند نشاند.
ادگار در ۱۱۰۲ برای شرکت در جنگ‌های صلیبی به سرزمین مقدس رفت. او سپس با رابرت کردوز، دوک نورماندی علیه هنری یکم بر سر پادشاهی انگلستان متحد شد، اما در نبرد تیشنه‌برای در ۱۱۰۶ به اسارت هنری درآمد. ادگار پس از آزادی باقی عمرش را در ناشناسی گذراند و در حدود ۱۱۲۵ درگذشت.